# Mistrzostwa Świata w Narciarstwie Dowolnym 2007
Mistrzostwa świata w narciarstwie dowolnym 2007 były to jedenaste mistrzostwa świata w narciarstwie dowolnym. Odbyły się we włoskiej miejscowości Madonna di Campiglio, w dniach 6 – 10 marca 2007 r. Zarówno mężczyźni jak i kobiety rywalizowali w tych samych pięciu konkurencjach: jeździe po muldach, jeździe po muldach podwójnych, skokach akrobatycznych, skicrossie oraz half-pipe'ie. Zawody w half-pipe'ie zostały odwołane z powodu braku śniegu. 
Były to pierwsze mistrzostwa, na których wystąpili reprezentanci Polski. W skicrossie Michał Kałwa zajął 33 miejsce, a Marcin Orłowski nie ukończył zawodów.

## Wyniki

### Mężczyźni

#### Jazda po muldach
- Data: 9 marca 2007

| Medal | Zawodnik                  | Narodowość        |
| ----- | ------------------------- | ----------------- |
|       | Pierre-Alexandre Rousseau | Kanada            |
|       | Dale Begg-Smith           | Australia         |
|       | Nathan Roberts            | Stany Zjednoczone |
| 4     | Pierre Ochs               | Francja           |
| 5     | David Babic               | Stany Zjednoczone |
| 6     | Warren Tanner             | Kanada            |
| 7     | Guilbaut Colas            | Francja           |
| 8     | Maxime Gingras            | Kanada            |

#### Jazda po muldach podwójnych
- Data: 10 marca 2007

| Medal | Zawodnik           | Narodowość        |
| ----- | ------------------ | ----------------- |
|       | Dale Begg-Smith    | Australia         |
|       | Guilbaut Colas     | Francja           |
|       | Rusłan Szarifullin | Rosja             |
| 4     | Artiom Walintiejew | Rosja             |
| 5     | Alexandre Bilodeau | Kanada            |
| 6     | Pierre Ochs        | Francja           |
| 7     | Sho Kashima        | Stany Zjednoczone |
| 8     | Maxime Gingras     | Kanada            |

#### Skoki akrobatyczne
- Data: 10 marca 2007

| Medal | Zawodnik             | Narodowość        |
| ----- | -------------------- | ----------------- |
|       | Han Xiaopeng         | Chiny             |
|       | Dzmitryj Daszczynski | Białoruś          |
|       | Steve Omischl        | Kanada            |
| 4     | Władimir Lebiediew   | Rosja             |
| 5     | Andreas Isoz         | Szwajcaria        |
| 6     | Ryan St. Onge        | Stany Zjednoczone |
| 7     | Jeret Peterson       | Stany Zjednoczone |
| 8     | Aleš Valenta         | Czechy            |

#### Skicross
- Data: 6 marca 2007

| Medal | Zawodnik        | Narodowość |
| ----- | --------------- | ---------- |
|       | Tomáš Kraus     | Czechy     |
|       | Stanley Hayer   | Czechy     |
|       | Enak Gavaggio   | Francja    |
| 4     | Roman Hofer     | Austria    |
| 5     | Lars Lewén      | Szwecja    |
| 6     | Andreas Matt    | Austria    |
| 7     | Andreas Steffen | Szwajcaria |
| 8     | Audun Grønvold  | Norwegia   |
| ...   |                 |            |
| 33    | Michał Kałwa    | Polska     |
| DNF   | Marcin Orłowski | Polska     |

### Kobiety

#### Jazda po muldach
- Data: 9 marca 2007

| Medal | Zawodnik            | Narodowość        |
| ----- | ------------------- | ----------------- |
|       | Kristi Richards     | Kanada            |
|       | Jennifer Heil       | Kanada            |
|       | Deborah Scanzio     | Włochy            |
| 4     | Shannon Bahrke      | Kanada            |
| 5     | Stéphanie St-Pierre | Stany Zjednoczone |
| 6     | Shelly Robertson    | Kanada            |
| 7     | Margarita Marbler   | Austria           |
| 8     | Heather McPhie      | Stany Zjednoczone |

#### Jazda po muldach podwójnych
- Data: 10 marca 2007

| Medal | Zawodnik            | Narodowość        |
| ----- | ------------------- | ----------------- |
|       | Jennifer Heil       | Kanada            |
|       | Shannon Bahrke      | Stany Zjednoczone |
|       | Margarita Marbler   | Austria           |
| 4     | Kristi Richards     | Kanada            |
| 5     | Nikola Sudová       | Czechy            |
| 6     | Jillian Vogtli      | Stany Zjednoczone |
| 7     | Shelly Robertson    | Stany Zjednoczone |
| 8     | Stéphanie St-Pierre | Kanada            |

#### Skoki akrobatyczne
- Data: 10 marca 2007

| Medal | Zawodnik       | Narodowość        |
| ----- | -------------- | ----------------- |
|       | Li Nina        | Chiny             |
|       | Asol Sliwiec   | Białoruś          |
|       | Jacqui Cooper  | Australia         |
| 4     | Ałła Cuper     | Białoruś          |
| 5     | Evelyne Leu    | Szwajcaria        |
| 6     | Emily Cook     | Stany Zjednoczone |
| 7     | Veronika Bauer | Kanada            |
| 8     | Guo Xinxin     | Chiny             |

#### Skicross
- Data: 6 marca 2007

| Medal | Zawodnik           | Narodowość |
| ----- | ------------------ | ---------- |
|       | Ophélie David      | Francja    |
|       | Méryll Boulangeat  | Francja    |
|       | Alexandra Grauvogl | Niemcy     |
| 4     | Seraina Murk       | Szwajcaria |
| 5     | Saša Farič         | Słowenia   |
| 6     | Marion Josserand   | Francja    |
| 7     | Noriko Fukushima   | Japonia    |
| 8     | Magdalena Iljans   | Szwecja    |

## Klasyfikacja medalowa
| Miejsce | Państwo           |   |   |   | Razem |
| ------- | ----------------- | - | - | - | ----- |
| 1.      | Kanada            | 3 | 2 | 1 | 6     |
| 2.      | Chiny             | 2 | 0 | 0 | 2     |
| 3.      | Francja           | 1 | 2 | 1 | 4     |
| 4.      | Australia         | 1 | 1 | 1 | 3     |
| 5.      | Czechy            | 1 | 0 | 0 | 1     |
| 6.      | Białoruś          | 0 | 2 | 0 | 2     |
| 7.      | Stany Zjednoczone | 0 | 1 | 1 | 2     |
| 8.      | Austria           | 0 | 0 | 1 | 1     |
|         | Niemcy            | 0 | 0 | 1 | 1     |
|         | Rosja             | 0 | 0 | 1 | 1     |
|         | Włochy            | 0 | 0 | 1 | 1     |